# Датцерот
Датцерот (нем. Datzeroth) — община в Германии, в земле Рейнланд-Пфальц. 
Входит в состав района Нойвид. Подчиняется управлению Вальдбрайтбах.  Население составляет 233 человека (на 31 декабря 2010 года). Занимает площадь 8,00 км².